# Antonio Lloren Mabutas
Antonio Lloren Mabutas (1921 - 1999) là một Giám mục người Philippines của Giáo hội Công giáo Rôma. Ông nguyên là Tổng giám mục chính tòa Tổng giáo phận Davao và Chủ tịch Hội đồng Giám mục Philippines. Trước khi đến Davao đảm đương vị trí Tổng giám mục, ông cũng từng trải qua các vị trí như Giám mục chính tòa Giáo phận Laoag cũng như Tổng giám mục phó Davao. Ông cũng là một nghị phụ tham dự đầy đủ 4 giai đoạn Công đồng Vatican II.

## Tiểu sử
Tổng giám mục Antonio Lloren Mabutas sinh ngày 13 tháng 6 năm 1921, tại Agoo, thuộc Philippines. Sau quá trình tu học dài hạn tại các cơ sở chủng viện theo quy định của Giáo luật, ngày 6 tháng 4 năm 1946, Phó tế Mabutas, 25 tuổi, tiến đến việc được truyền chức linh mục.
Sau 15 năm cử hành các nghi thức mục vụ tôn giáo trên cương vị là một linh mục, ngày 5 tháng 1 năm 1961, tin tức từ Tòa Thánh loan báo việc Giáo hoàng đã xác nhận việc tuyển chọn linh mục Antonio Lloren Mabutas, 40 tuổi, gia nhập Giám mục Công giáo Hoàn vũ, với vị trí được trao phó là Giám mục chính tòa Giáo phận Laoag. Lễ tấn phong cho vị giám mục tân cử được tổ chức sau đó vào ngày 27 tháng 7 cùng năm, với phần nghi thức truyền chức được cử hành cách trọng thể bởi 3 giáo sĩ cấp cao. Chủ phong cho tân giám mục là Tổng giám mục Salvatore Siino, Sứ thần Tòa Thánh taị Philippines. Hai vị còn lại, với vai trò phụ phong, gồm có Giám mục Juan Nicolasora Nilmar, Giám mục Phụ tá Tổng giáo phận Jaro và Giám mục Arnulfo Surtida Arcilla, Giám mục chính tòa Giáo phận Sorsogon. Giám mục Mabutas cũng tham dự đầy đủ 4 giai đoạn của Công đồng Vatican II kéo dài từ 1962 - 1965, với vai trò nghị phụ.
Tròn 9 năm sau khi được tấn phong giám mục, Tòa Thánh đem đến tin vui cho Giám mục Antonio Lloren Mabutas, đó là quyết định thuyên chuyển Giám mục này đến Tổng giáo phận Davao, thăng Tổng giám mục Phó Davao, đi kèm là danh hiệu Giám mục Valeria. Quyết định được cho công bố vào ngày 25 tháng 7 năm 1970. Hơn hai năm sau đó, ngày 9 tháng 12 năm 1972, ông kế nhiệm thành Tổng giám mục chính tòa Tổng giáo phận Davao.
Ngoài chức danh chính thức từ Tòa Thánh, Tổng giám mục Mabutas còn đảm trách vai trò Chủ tịch Hội đồng Giám mục Philippines từ năm 1981 đến năm 1985.
Sau 26 năm giữ vị trí Tổng giám mục Davao, Tổng giám mục Mabutas xin từ nhiệm và được Tòa Thánh chấp thuận vào ngày 6 tháng 11 năm 1996, chiếu theo Giáo luật về tuổi tác. Ba năm sau đó, ngày 22 tháng 4 năm 1999, ông qua đời, hưởng thọ 79 tuổi.